# Richard Doll

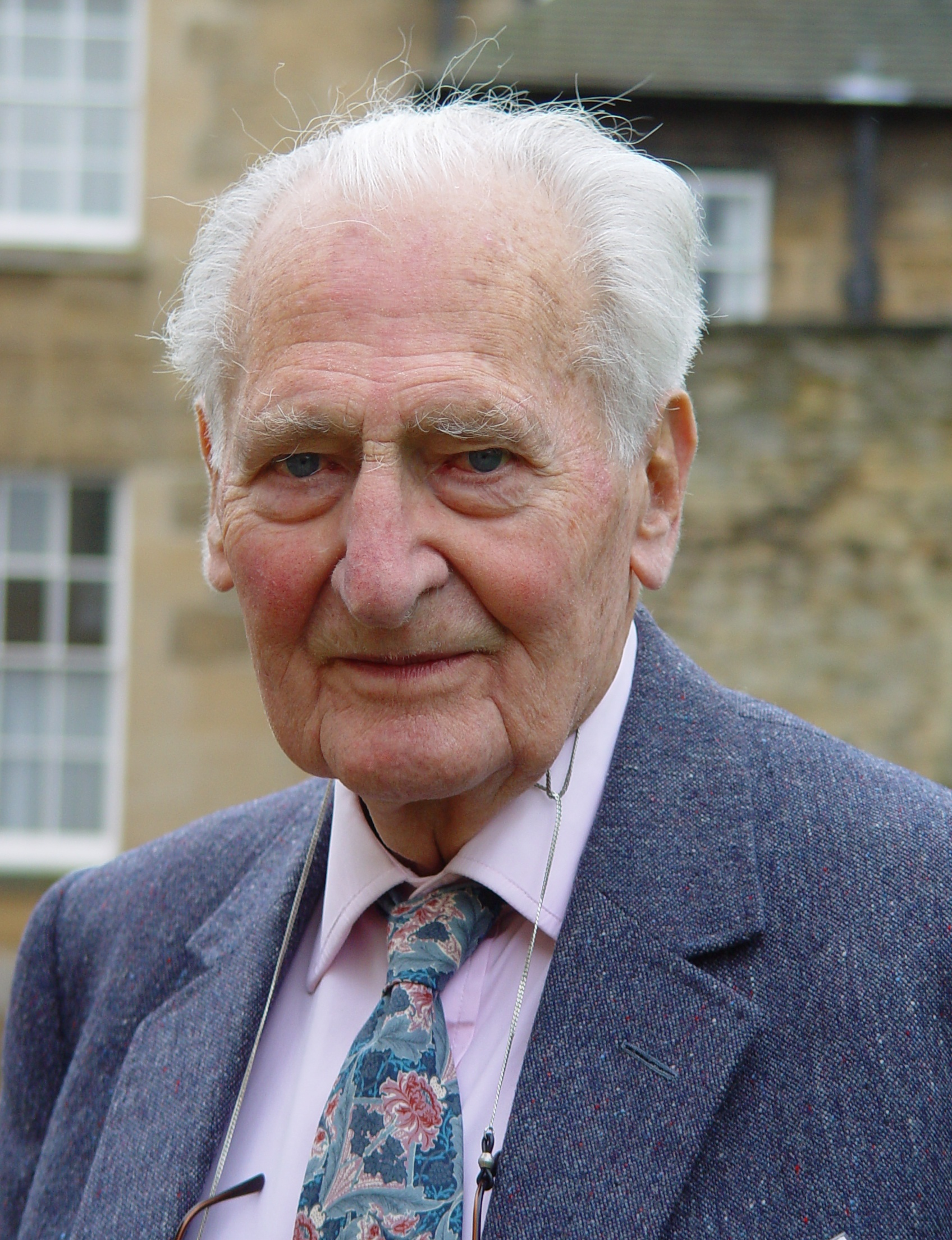
Richard Doll (2002)

Sir William Richard Shaboe Doll (* 28. Oktober 1912 in Hampton, Großbritannien; † 24. Juli 2005 in Oxford) war ein britischer Forscher, der als einer der ersten einen Zusammenhang zwischen dem Rauchen und Lungenkrebs entdeckte.

## Leben
Doll studierte Medizin in London und machte 1937 sein Examen. Von 1939 bis 1945 war er Arzt für die britischen Truppen im Zweiten Weltkrieg. Nach dem Ende des Krieges fand er 1946 eine Stelle in der medizinischen Forschung. Richard Doll zeigte gemeinsam mit Austin Bradford Hill in einer wissenschaftlichen Studie bereits 1950 auf, dass das Rauchen „eine Ursache, eine wichtige Ursache“ von Lungenkrebs ist.
Ähnliche Ergebnisse hatten schon vorher andere Forscher erkannt. So kam eine amerikanische Studie 1928 zu dem Ergebnis, dass Nichtraucher länger leben. In Deutschland erschien 1929 Ein Leben als Aufklärer … Tabak und Organismus – Handbuch der gesamten Tabakkunde von Fritz Lickint, in dem er Gefahren des Tabakrauchens andeutete. Der Kölner Mediziner Franz Hermann Müller veröffentlichte 1939 eine weiter reichende Untersuchung, diese wurde allerdings im Schatten der Naziverbrechen nicht international bekannt und geriet in Vergessenheit. Unter dem Nationalsozialismus war übrigens das Rauchen aufgrund der gesundheitlichen Folgen zunehmend verboten. Ende der 1930er Jahre galt ein Rauchverbot in Teilen der Armee, bei der Post und für Schwangere. Später kam ein generelles Rauchverbot für Frauen in der Öffentlichkeit und für Jugendliche (unter 18 Jahren) hinzu.
1969 erhielt Doll einen Ruf auf die „Regius Professur für Medizin“ an die Clinical Trial Service Unit (CTSU) der University of Oxford. Doll forschte hier bis zu seinem Tod am Königlichen Krebsforschungszentrum.
Doll veröffentlichte 2004 eine Folgestudie, die den Nachweis führte, dass die Hälfte und vielleicht sogar bis zu zwei Drittel der Menschen, die mit dem Rauchen beginnen, dadurch auch sterben.
Dolls Arbeit habe Millionen von vorzeitigen Todesfällen im vergangenen Jahrhundert verhindert und werde viele Millionen in diesem Jahrhundert verhindern, erklärte Alex Markham, der mehr als 30 Jahre mit Doll zusammenarbeitete. Er war einzigartig in der Medizingeschichte.
1970 wurde Doll mit einem Gairdner Foundation International Award ausgezeichnet. 1971 wurde er von der Queen zum Knight Bachelor geschlagen. 1972 wurde Doll mit der Buchanan Medal der Royal Society ausgezeichnet. 1979 erhielt er den Charles S. Mott Prize und 1986 die Royal Medal der Royal Society. 2005 wurde er mit dem Shaw Prize geehrt. Er war Mitglied der Royal Society (seit 1966), der American Academy of Arts and Sciences (seit 1977) und der National Academy of Sciences (seit 2001).
Ein im Dezember 2006 erschienener Artikel wirft allerdings ein etwas anderes Licht auf sein Lebenswerk. Er enthüllt, dass Richard Doll jahrelang auf der Gehaltsliste des Monsanto-Konzerns stand, als er unter anderem die Unbedenklichkeit von Agent Orange bescheinigte. Auch von anderen Chemie-Konzernen wurde er für Untersuchungen bezahlt, die beispielsweise Vinylchlorid eine Verbindung mit Krebs absprachen.
Nach ihm ist der Richard Doll Prize in Epidemiology benannt, der zuerst 2008 vergeben wurde.